# Irene Tedrow
Irene Tedrow est une actrice américaine née le 3 août 1907 à Denver, Colorado, et morte le 10 mars 1995 à North Hollywood.

## Filmographie partielle

### Au cinéma
- 1942 : L'Escadrille des aigles (Eagle Squadron), d'Arthur Lubin : Une femme
- 1942 : The Moon and Sixpence, d'Albert Lewin : Mme McAndrew
- 1943 : Fille d'artistes (Nobody's Darling), d'Anthony Mann : Julia Rhodes
- 1949 : Air Hostess de Lew Landers : Miss Hamilton
- 1951 : La Voleuse d'amour (The Company She Keeps) de John Cromwell
- 1961 : Tonnerre apache (A Thunder of drums), de Joseph Newman : Mrs. Scarborough
- 1965 : Le Kid de Cincinnati (The Cincinnati Kid), de Norman Jewison : Mme Rudd
- 1975 : Mandingo, de Richard Fleischer : Mme Redfield
- 1977 : L'Empire des fourmis géantes (Empire of the Ants), de Bert I. Gordon : Velma Thompson

### À la télévision
- 1960 : La Quatrième Dimension  (The Twilight Zone) (série) Saison 2, épisode 8 : Les Robots du docteur Loren (The Lateness of the Hour) : Mme Loren
- 1968 : Bonanza saison 10, Un vent de justice
- 1971 : Mannix  (série) Saison 5, épisode 10 : Un bouton pour le général
- 1975 : La Petite Maison dans la prairie (Little House on the Prairie) (série), saison 2, épisode 8 : Promesses, Partie 2, (Remember me: part 2) : Minerva Farnsworth
- 1978 : Vivre à trois (Three's Company), saison 3, épisode ? : la tante d'Helen Roper